# 1968年の阪急ブレーブス
1968年の阪急ブレーブスでは、1968年の阪急ブレーブスの動向をまとめる。
この年の阪急ブレーブスは、西本幸雄監督の6年目のシーズンであり、2年連続のリーグ優勝を果たしたシーズンである。

## 概要
日本一を逃したものの球団創設32年目での初優勝を果たしたチームはこの年も優勝候補の本命に上がったが、4月は2位で終了。それでも5月以降は調子を上げていくと6月には首位に立ち、前年Bクラスから巻き返しをはかる南海や東京との首位争いが前半戦終了まで続いた。東京が失速した8月以降は南海とのマッチレースが最後まで続き10月11日の阪急対東京戦と近鉄対南海戦の2試合で優勝が決まる大事な試合は2位南海が日本生命球場で近鉄に敗れ、阪急が矢野清のサヨナラ本塁打で東京に勝ったことにより2年連続のパ・リーグ連覇を達成。投手陣はエース足立光宏がケガで5試合の登板に終わったが、米田哲也の29勝を筆頭に5人が2桁勝利をあげるなど好調で防御率は2.92で南海と同率1位だった。打撃陣もダリル・スペンサー、長池徳士の活躍で154本塁打とリーグ2位だった。シーズン終盤までの南海とのデッドヒートの影響を懸念する声も上がったが、巨人との日本シリーズは初戦を勝利。しかし、経験豊富の巨人に2勝4敗で敗れ球団初の日本一はならなかった。日本一こそ逃したものの、オフのドラフトで山田久志・加藤秀司・福本豊といった名選手を獲得した。

## チーム成績

### レギュラーシーズン
| 1 | 左 | ウインディ |
| 2 | 遊 | 阪本敏三   |
| 3 | 一 | スペンサー |
| 4 | 中 | 長池徳二   |
| 5 | 右 | 早瀬方禧   |
| 6 | 三 | 森本潔     |
| 7 | 二 | 山口富士雄 |
| 8 | 捕 | 岡村浩二   |
| 9 | 投 | 石井茂雄   |

| 順位 | 4月終了時 | 4月終了時 | 5月終了時 | 5月終了時 | 6月終了時 | 6月終了時 | 7月終了時 | 7月終了時 | 8月終了時 | 8月終了時 | 9月終了時 | 9月終了時 | 最終成績 | 最終成績 |
| ---- | --------- | --------- | --------- | --------- | --------- | --------- | --------- | --------- | --------- | --------- | --------- | --------- | -------- | -------- |
| 1位  | 近鉄      | --        | 近鉄      | --        | 阪急      | --        | 阪急      | --        | 阪急      | --        | 阪急      | --        | 阪急     | --       |
| 2位  | 阪急      | 4.0       | 阪急      | 1.5       | 南海      | 3.0       | 南海      | 1.5       | 南海      | 2.0       | 南海      | 4.0       | 南海     | 1.0      |
| 3位  | 東映      | 5.5       | 南海      | 1.5       | 近鉄      | 3.5       | 東京      | 3.5       | 東京      | 6.5       | 東京      | 10.0      | 東京     | 13.0     |
| 4位  | 南海      | 6.0       | 東京      | 4.0       | 東京      | 5.0       | 近鉄      | 7.0       | 近鉄      | 14.5      | 西鉄      | 21.0      | 近鉄     | 23.0     |
| 5位  | 西鉄      | 7.0       | 東映      | 5.0       | 東映      | 7.5       | 東映      | 13.0      | 西鉄      | 17.0      | 近鉄      | 22.0      | 西鉄     | 24.0     |
| 6位  | 東京      | 7.5       | 西鉄      | 6.0       | 西鉄      | 11.0      | 西鉄      | 14.0      | 東映      | 23.0      | 東映      | 27.0      | 東映     | 29.0     |

| 順位 | 球団             | 勝 | 敗 | 分 | 勝率 | 差   |
| 1位  | 阪急ブレーブス   | 80 | 50 | 4  | .615 | 優勝 |
| 2位  | 南海ホークス     | 79 | 51 | 6  | .608 | 1.0  |
| 3位  | 東京オリオンズ   | 67 | 63 | 9  | .515 | 13.0 |
| 4位  | 近鉄バファローズ | 57 | 73 | 5  | .438 | 23.0 |
| 5位  | 西鉄ライオンズ   | 56 | 74 | 3  | .431 | 24.0 |
| 6位  | 東映フライヤーズ | 51 | 79 | 5  | .392 | 29.0 |

### 日本シリーズ
| 日付                                    | 試合   | ビジター球団（先攻） | スコア   | ホーム球団（後攻） | 開催球場     |
| --------------------------------------- | ------ | -------------------- | -------- | ------------------ | ------------ |
| 10月12日（土）                          | 第1戦  | 阪急ブレーブス       | 5 - 4    | 読売ジャイアンツ   | 後楽園球場   |
| 10月13日（日）                          | 第2戦  | 雨天中止             | 雨天中止 | 雨天中止           | 後楽園球場   |
| 10月14日（月）                          | 第2戦  | 阪急ブレーブス       | 1 - 6    | 読売ジャイアンツ   | 後楽園球場   |
| 10月15日（火）                          | 移動日 | 移動日               | 移動日   | 移動日             | 移動日       |
| 10月16日（水）                          | 第3戦  | 読売ジャイアンツ     | 9 - 4    | 阪急ブレーブス     | 阪急西宮球場 |
| 10月17日（木）                          | 第4戦  | 読売ジャイアンツ     | 6 - 5    | 阪急ブレーブス     | 阪急西宮球場 |
| 10月18日（金）                          | 第5戦  | 読売ジャイアンツ     | 4 - 6    | 阪急ブレーブス     | 阪急西宮球場 |
| 10月19日（土）                          | 移動日 | 移動日               | 移動日   | 移動日             | 移動日       |
| 10月20日（日）                          | 第6戦  | 阪急ブレーブス       | 5 - 7    | 読売ジャイアンツ   | 後楽園球場   |
| 優勝：読売ジャイアンツ（4年連続10回目） |        |                      |          |                    |              |

## オールスターゲーム1968
| - 監督 西本幸雄 | - 監督推薦 米田哲也 石井茂雄 梶本隆夫 岡村浩二（出場辞退） 阪本敏三 長池徳二 |

## できごと
- 10月11日 - この日まで阪急と南海は79勝50敗、勝率.612と全くの互角のまま、阪急は東京（阪急西宮球場）、南海は近鉄（日生球場）で、それぞれ公式戦最終戦を行う。そして阪急が延長11回裏、矢野清のサヨナラ本塁打で勝利、その8分後に南海の負けが決まり、阪急が優勝した。

## 表彰選手
| リーグ・リーダー | リーグ・リーダー | リーグ・リーダー |
| 選手名           | タイトル         | 回数             |
| ---------------- | ---------------- | ---------------- |
| 米田哲也         | 最優秀選手       | 初受賞           |

| ベストナイン | ベストナイン | ベストナイン |
| 選手名       | ポジション   | 回数         |
| ------------ | ------------ | ------------ |
| 阪本敏三     | 遊撃手       | 初受賞       |

## ドラフト
| 順位 | 選手名     | ポジション | 所属           | 結果                   |
| ---- | ---------- | ---------- | -------------- | ---------------------- |
| 1位  | 山田久志   | 投手       | 富士製鐵釜石   | 翌年シーズン中に入団   |
| 2位  | 加藤秀司   | 内野手     | 松下電器       | 入団                   |
| 3位  | 長谷部優   | 投手       | 岸和田高       | 拒否・慶應義塾大学進学 |
| 4位  | 柳橋明     | 投手       | 日本大学山形高 | 拒否・日本石油入社     |
| 5位  | 新井良夫   | 投手       | 埼玉・大宮高   | 入団                   |
| 6位  | 島崎基慈   | 内野手     | 大分商業高     | 入団                   |
| 7位  | 福本豊     | 外野手     | 松下電器       | 入団                   |
| 8位  | 柿本進     | 内野手     | 星林高         | 拒否・青山学院大学進学 |
| 9位  | 切通猛     | 外野手     | 東芝           | 翌年シーズン中に入団   |
| 10位 | 三好行夫   | 内野手     | 日本鉱業佐賀関 | 拒否                   |
| 11位 | 村上義則   | 投手       | 小豆島高       | 拒否・大倉工業入社     |
| 12位 | 門田博光   | 外野手     | クラレ岡山     | 拒否                   |
| 13位 | 石井清一郎 | 外野手     | 大宮工業高     | 入団                   |
| 14位 | 鈴木博     | 投手       | 栃木・小山高   | 拒否・日本大学進学     |
| 15位 | 坂出直     | 投手       | 倉吉東高       | 拒否・明治大学進学     |